# Orquevaux
Orquevaux település Franciaországban, Haute-Marne megyében. Lakosainak száma 69 fő (2022. január 1.). Orquevaux Aillianville, Chambroncourt, Humberville, Leurville, Reynel, Saint-Blin és Vesaignes-sous-Lafauche községekkel határos.

## Népesség
A település népességének változása:
| Lakosok száma | 135  | 93   | 75   | 88   | 82   | 85   | 80   | 70   | 69   | 69   |
|               | 1968 | 1982 | 1990 | 2006 | 2013 | 2015 | 2017 | 2019 | 2020 | 2022 |